# 「光復紅土，還我靜土」遊行
「光復紅土，還我靜土」817遊行是指在2019年8月17日，於香港九龍九龍城區舉行的遊行示威活動。是次遊行旨在抗議過量遊客到紅磡觀光使居民日常生活受影響與譴責時任當區區議員無能，無法改善區內旅遊業引起的問題。遊行由土瓜灣海心公園開始並以紅磡黃埔站A出口旁作終點。

## 背景
九龍城區多個地區（包括紅磡、土瓜灣、九龍城、馬頭圍、鶴園等地）近年每天皆有大量中國大陸的遊客乘旅遊巴前來觀光，影響當區居民日常生活。九龍城區議員直言：「居民以前見到很多旅行團才會火滾，現在只見到一團人已好火滾﹗」每天土瓜灣區接待逾萬名中國旅客，已經超出社區負荷程度。這些旅客通常在土瓜灣逗留一天，除了進食團餐、逛珠寶首飾店及朱古力店、晚上亦會登上維港遊觀光船，讓旅客觀賞維港夜景，所以十分受歡迎。區內有部分酒樓只接待中國旅客，絕不接待港人；朱古力店的定價亦昂貴而不合理，「一包約1至2磅，賣198元」。土瓜灣區內不少定點購物商店都在酒樓附近，明顯主打旅行團，提供一條龍服務。
當地居民一直深受旅客過多所引發的問題影響，包括噪音、衛生和旅遊巴士違例停泊導致交通擠塞等問題。
守護黃埔安寧大聯盟及關注平價團擾民大聯盟先於2019年3月22日舉行「關注紅磡黃埔土瓜灣旅遊巴及旅客滋擾問題聯合居民大會」，希望業界作出結構性調整，不要讓過量旅客滋擾民居。
可是，情況一直未能於短期內改善。4月22日，土瓜灣更發生旅遊巴士撞斃途人的致命交通意外，陸客逼爆九龍城關注組到肇事地點附近默哀後指出該意外是當區兩年來第五宗旅遊巴致命交通意外，擔心五一黃金周假期時問題將更嚴重。關注組亦要求政府為每日旅行團數量設限，整體減少內地旅行團來港。區內問題偏惡化，故有市民發起遊行，盼望政府能早日解決遊客所帶來的問題。

## 籌辦過程
2019年夏季，部分網民開始在社交媒體商議，舉行遊行抗議政府無法處理九龍城區遊客過多之問題和聲援反送中運動，經Telegram群組成員商議後，遊行暫定7月27日舉行。遊行申請人、團體九龍角落主席李軒朗申請紅磡及土瓜灣的「光復紅土 還我淨土」遊行，但警方罕有地發信，要求李軒朗書面答覆20條問題，並只給予不足48小時回答。李軒朗拒絕逐一回覆問題，並質疑警方藉提出大量問題增加申請遊行的行政成本，認為貿然回覆或開壞先例，會先徵求法律意見再作答覆。

### 建制派議員反對遊行
建制派議員何君堯在fb上載向警務處處長盧偉聰發出的信件，內容是要求警方暫停發出不反對通知書，禁止批出7、8月份的遊行申請，又以捕漁為例指「夏天都有休漁期」。何君堯在信中指，6月至今的反修例示威，從搞手以至參與遊行人士的組成部分和運作手法，示威者很大機會是同一脈絡或屬同一組織。他認為考慮社會氣氛，不應發出不反對通知書給「可疑團體」。
民建聯亦舉行記者會，雖然會上促政府解決土瓜灣一帶內地旅行團影響民生的問題，但在回應提問時，聲言有居民擔心7.27區內的遊行會有衝突，認為警方應考慮不發出不反對通知書。
部分建制派議員倡議警方應停止發出不反對通知書，避免再發生衝突。李軒朗對有關議員的言論表示遺憾，指《基本法》賦予香港市民遊行集會權利，如警方施加不合理限制，甚或停發不反對通知書，變相剝奪港人自由，做法形同戒嚴。

### 延期舉行
「光復紅土，還我靜土」遊行原訂於7月27日舉行，惟元朗站於7月21日發生元朗襲擊事件後，主辦單位認為白衣暴徒無差別攻擊途人，鄉黑勢力暴行和警方刻意包庇導致多人受傷，使全港市民同表憤慨。主辦單位土瓜灣南社區主任李軒朗亦認為市民連安居樂業都談不上時，豈敢奢言民生，故得知有元朗居民發起7月28日舉行遊行後，於相關Telegram群組投票決定，將遊行延期至8月17日。

### 警方要求更改路線
8月15日，警方以申請人「沒有舉辦遊行經驗」為由向由紅磡碼頭出發，以宋皇臺花園的遊行發出反對通知書。根據警方的反對通知書，警方以6月以來遊行及集會均釀成衝突，又收到超過1200封反對該遊行集會信件，加上紅磡土瓜灣有頻密人流及車流等，故禁止和反對是次遊行。土瓜灣南社區主任、遊行申請人李軒朗焚燒反對通知書副本，表達對警方箝制集會自由的不滿。

### 反對通知書上訴得直
申請人李軒朗認為警方多次禁止及反對修訂《逃犯條例》遊行及集會，明顯是針對訴求內容；他形容警方發出反對通知書如同實行宵禁，對此予以最強烈譴責。他表示，會就此提出上訴，但明言對上訴「完全沒有信心」。
8月16日，申請人李軒朗上訴得直，但遊行路線需要作出修改，原本以紅磡碼頭為起點，宋皇臺公園為終點，但遊行路線需改為土瓜灣海心公園開始並以紅磡黃埔站A出口旁作終點，而遊行時間縮短亦為15:30至17:30。

## 遊行過程
遊行隊伍約3時半在土瓜灣海心公園起步，遊行人士強調紅磡與土瓜灣不是旅遊區，沿途高呼「還我靜土」、「踢走陸客」等口號。當中亦有人重申市民對反對逃犯條例修訂草案運動提出的五大訴求，並高叫「黑警還眼」「黑警可恥」等口號。有人於黃埔花園對出馬路欄杆上懸掛橫額「黃埔花園 私家重地 若無授權 警察免進」。
部分示威者到達遊行終點後，繼續按原定路線往土瓜灣方向遊行。
- 於崇安街銀漢街附近，有遊行人士高舉美國國旗。
- 遊行人士途經紅磡道鶴園東街附近
- 遊行人士途經紅磡道黃埔花園
- 位於紅磡道戴亞街的外牆有「五大訢（訴）求 缺一不可」、「林鄭賣港」、「真普選」、「光復紅土」等字樣。
- 位於紅磡道戴亞街的另一邊外牆有「光復黃埔」、「邪惡中共」、「因果由國 容港治己」、「STAND WITH HONG KONG」等字樣

- 位於紅磡邨的勞超傑梁美芬議員聯合辦事處貼有宣傳單張。
- 位於馬頭圍道鶴園街的李慧琼蔣麗芸議員聯合辦事處，地下的藥店貼有宣傳單張及標語。
- 馬頭圍道近榮光街，絕大部分店舖都提早關門停業。

### 塗鴉工聯會總部
遊行人士途經土瓜灣工聯會時，大喊「工賊會，賣香港」。工聯會牆上被噴上「六七暴動始祖」字句，並放置菠蘿於門前。牆上亦貼有「撤回612暴動定性」字條。
晚上約6時半，多名穿深綠色防暴衣的警員及旗手乘旅遊巴，到達土瓜灣馬頭圍道工聯會工人俱樂部，警員分別配備可發射催淚彈的長槍、手持長盾，頭盔後綁上橙色絲帶，部分防暴警員撕走早前示威者張貼工聯會鐵閘及牆上的紙，其後又再登上旅遊巴。

### 破壞親中派議員辦公室
馬頭圍道有示威者破壞地面上的梁美芬議員橫額。李慧琼、蔣麗芸、潘國華等民建聯議員辦事處先後遭示威者掉蛋。

### 部分人士轉往土瓜灣和太子
下午五時許，部分人到九龍城迴旋處並沿太子道西前進，其後到達旺角警署，大批警員於警署外戒備。晚上7時，防暴警於彌敦道舉藍旗開始推進，至油麻地近窩打老道後警方停下。由於示威者陸續由港鐵站離去，警方亦登車離開。

### 警方清場
近下午七時，有人向旺角警署外警署投擲懷疑為水彈，警員不斷呼籲，於太子道西、西洋菜南街、彌敦道的示威者正參與非法集結，呼籲他們立即離開，否則警方可能會以武力作出驅散，又指切勿向警員投擲硬物。
近七時十分，防暴警員於彌敦道舉起藍旗推進，至彌敦道732號位置停下，指將會繼續推進。另外有數十名防暴警員進入通菜街推進。至近7時20分，彌敦道防暴警員突然以快速跑前，有於馬路上人士即時走避，警員至近亞皆老街匯豐對開位置停下，速龍小隊亦出動到場。
七時半，近旺角道天橋集結大批圍觀市民，有人從天橋上向橋下警車投擲垃圾桶，一名持槍防暴警察下車，一度將槍指向天橋警告示威者切勿再向警方投擲物品。其後旺角道警察撤離現場。
晚上八時，旺角警署及彌敦道已無人聚集。